# Emily Campbell
Emily Jade Campbell (* 6. Mai 1994 in Nottingham) ist eine britische Gewichtheberin. Sie gewann bei den Olympischen Spielen 2020 in Tokio eine Silbermedaille in der Gewichtsklasse über 87 kg Körpergewicht (Superschwergewicht).

## Werdegang
Emily Campbell war in ihrer Jugend Leichtathletin mit Spezialisierung auf Hammerwurf und Kugelstoßen, wechselte 2016 jedoch zum Gewichtheben, mit dem sie zuvor für den Kraftaufbau begann. Ein Jahr später nahm sie bereits an den Commonwealth-Gewichtheber-Meisterschaften im australischen Gold Coast teil. In der Gewichtsklasse über 90 kg Körpergewicht belegte sie bei diesen Rang 4 mit einer Zweikampfleistung von 235 kg. 2018 folgten die Teilnahmen an den Commonwealth Games in Gold Coast, bei denen sie eine Bronzemedaille gewann, und an den Weltmeisterschaften in Aşgabat, bei denen sie 14. wurde.
Bei den Europameisterschaften 2019 gelangen Campbell in der über-87-kg-Klasse 260 kg im Zweikampf (115 kg im Reißen, 145 kg im Stoßen), womit sie hinter Tatjana Kaschirina (331-146-185 kg) und der Ukrainerin Anastassija Lyssenko (268-120-148 kg) Rang 3 belegte und in jeder der drei Disziplinen eine Bronzemedaille gewann. Im selben Jahr folgte die Teilnahme an den Weltmeisterschaften in Pattaya, bei denen sie den 9. Platz erreichte.
2021 wurde Emily Campbell erstmals Europameisterin in der Gewichtsklasse über 87 kg. Bei den Europameisterschaften in Moskau konnte sie mit 276 kg im Zweikampf Anastassija Lyssenko (252 kg) hinter sich lassen und auch im Reißen und Stoßen Gold gewinnen.
Durch ihre Leistungen bei internationalen Wettkämpfen konnte sich Campbell über die IWF-Weltrangliste für die Olympischen Spiele in Tokio qualifizieren. Bei diesen trat sie im August 2021 in der Superschwergewicht-Klasse der Frauen an und konnte mit einer persönlichen Bestleistung von 283 kg hinter der Chinesin Li Wenwen (320 kg) die Silbermedaille erkämpfen. Damit ist sie die erste Athletin, die für Großbritannien im Gewichtheben der Frauen eine olympische Medaille gewinnen konnte.
Ende 2021 folgte die nächste Teilnahme an den Weltmeisterschaften. Bei diesen konnte Campbell in der 87-kg-Klasse im Reißen Rang 3 (121 kg), im Stoßen Rang 2 (157 kg) und im Zweikampf Rang 3 (278 kg) hinter Son Young-hee aus Südkorea und Duangaksorn Chaidee aus Thailand erreichen und damit ihre ersten WM-Medaillen gewinnen.
Im Jahr 2022 ließ Campbell bei den Europameisterschaften die Türkin Melike Günal und Sarah Fischer aus Österreich hinter sich und gewann in allen drei Disziplinen die Goldmedaille (Zweikampf: 271 kg). Es folgte die Teilnahme an den Commonwealth Games in Birmingham, bei denen sie mit einer Zweikampfleistung von 286 kg Gold hob. Am Ende des Jahres erreichte sie bei den Weltmeisterschaften in Bogotá mit 165 kg Platz 2 im Stoßen und gewann im Zweikampf mit 287 kg die Silbermedaille hinter Li Wenwen (311 kg). Bei den Olympischen Spielen 2024 in Paris gewann sie die Bronzemedaille.
Neben ihren internationalen Erfolgen hat Emily Campbell auch mehrere britische und englische Meisterschaftssiege vorzuweisen. 2020 und 2021 wurde sie vom britischen Gewichtheber-Verband als Gewichtheberin des Jahres geehrt.
Seit März 2019 tritt Campbell unregelmäßig für den SV Germania Obrigheim in der deutschen Gewichtheber-Bundesliga an.
Campbell hat Sportwissenschaft studiert und schloss ihr Studium 2016 an der Leeds Beckett University ab.